# System wysokiej niezawodności
System wysokiej niezawodności (SWN), system wysokiej dostępności − systemy informatyczne charakteryzujące się odpowiednio dostosowywaną: niezawodnością, dostępnością, wydajnością do specyficznych, zwykle krytycznych, zastosowań danego systemu. System komputerowy klasyfikowany jest jako wysokiej dostępności, jeśli jest niedostępny przez czas rzędu 5 minut w roku (dostępność od 99,999%, a mniej niż 99,9999% czasu).